# Ligue de Tadla de football
Pour un article plus général, voir Ligue régionale du Maroc de football.
La Ligue de Tadla de football est une Ligue régionale du Maroc de football fondée en 1973 dans le but d'alléger l'ancienne ligue de la Chaouia. Elle est actuellement présidée par Mohamed Chehbi depuis 1991.

## Histoire

### Création
Avant la création de la ligue de Tadla, il existait déjà une ligue appelé ligue de la Chaouia qui celle-ci regroupait la région du Grand Casablanca, de Tadla-Azilal ainsi que celle de Chaouia-Ouardigha. Cette ligue était tellement énorme que les clubs devait faire de grand voyage pour affronter un autre club. Cela fut l'une des principales raisons de la création de la ligue de Tadla. Cette ancienne ligue appelé Chaouia regroupait au total plus de quatre provinces et une préfecture qui chacun posséder plusieurs clubs dont les plus connus furent le Wydad de Casablanca, le Raja de Casablanca ainsi que l'olympique de Khouribga. La ligue de Tadla fut finalement crée à partir de 1973 et son premier président fut Boubker Jennane qui a siégé à Khouribga.

### Les débuts (1973-1980)
Après la création de la ligue, celle-ci débuta rapidement la création de ces compétitions avec comme président Boubker Jennane. La ligue de Tadla regroupait à l'époque à partir de 1973, trois provinces soit celle de Settat, de Béni-Mellal et celle de Khouribga qui celle-ci et son chef lieu ou se trouve le siège de la ligue. 
En 1977, la province de Benslimane est créée – dahir no 1-77-228 du 18 juillet – par démembrement de la province de Settat. Ce qui augmenta le nombre de provinces dans la ligue à cinq.
Au total durant sept saisons, plus de quatre présidents se sont succédais. Le premier fut Boubker Jennane, suivit ensuite de Abdellatif Belcouri puis de Abderrahmane Lebdeg et enfin de Omar Essaid. Après sept saisons, fut créée une commission administrative en 1980 après la défaite du Maroc face à l'Algérie sur le score de cinq buts à un à Casablanca.

### Commission administrative (1980-1991)
L'année 1980 restera toujours dans les mémoires, en effet car après la défaite de l'équipe nationale du Maroc face au voisin algériens sur le score de cinq buts à un à Casablanca dans le cadre des éliminatoires des jeux olympiques en 1979, le roi Hassan II ordonna la création d'une commission administrative pour toutes les ligues régionales de football.

## Hiérarchie des championnats masculins
Levil 1 : Honneur A & B
Levil 2 : Honneur A, B & C